# Clara Auteri
Clara Auteri (Caltagirone, 19 maggio 1918 – Milano, 16 giugno 2018) è stata un'attrice italiana.

## Biografia
Recitando in piccoli ruoli a teatro, nel 1937 conobbe l'attore Nico Pepe, che sposò. Per qualche tempo venne accreditata con il proprio cognome seguito da quello del marito. Si dedicò anche alla rivista, alla radio e al doppiaggio, ma la sua immagine rimane legata al cinema, dove ottenne soprattutto negli anni della seconda guerra mondiale alcuni ruoli di supporto di notevole efficacia, a cominciare da quelli che Vittorio De Sica le affidò in Teresa Venerdì (1941) e specialmente in Un garibaldino al convento (1942), dove l'attrice impersonò sorprendentemente una collegiale pettegola e invadente di simpatica comunicativa. Ma sono soltanto piccoli lampi in un buio che segue all'indomani della liberazione: la Auteri non ritroverà più il brio e la malizia dei suoi debutti, per allontanarsi infine da ogni attività.
Morì il 16 giugno 2018 all'età di 100 anni.

## Filmografia

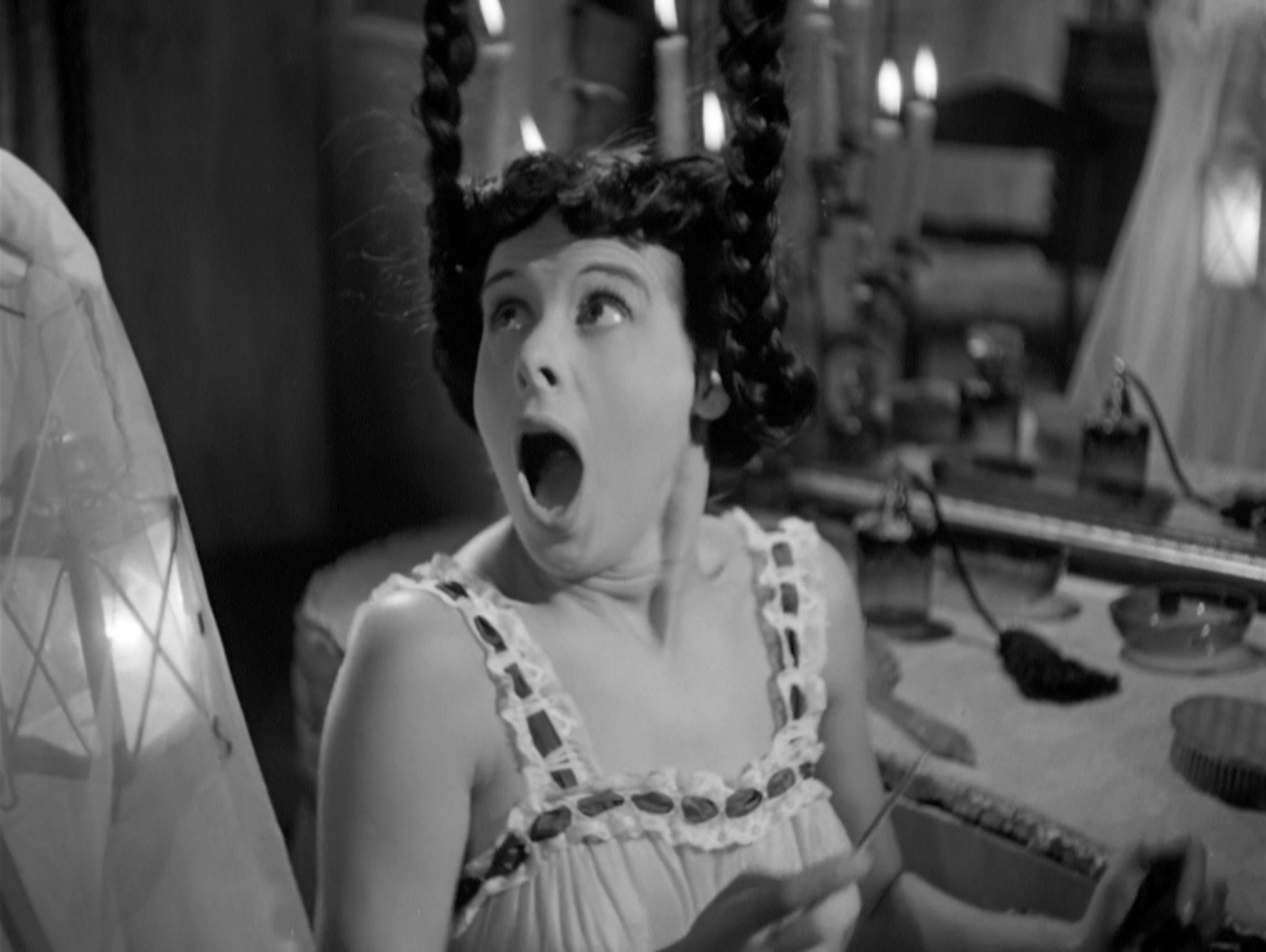
Clara Auteri in La paura fa 90 (1951)

- Teresa Venerdì, regia di Vittorio De Sica (1941)
- Un garibaldino al convento, regia di Vittorio De Sica (1942)
- La maestrina, regia di Giorgio Bianchi (1942)
- La contessa Castiglione, regia di Flavio Calzavara (1942)
- Silenzio, si gira!, regia di Carlo Campogalliani (1943)
- La freccia nel fianco, regia di Alberto Lattuada (1945)
- Voglio bene soltanto a te!, regia di Giuseppe Fatigati (1946)
- La figlia del mendicante, regia di Carlo Campogalliani (1950)
- Strano appuntamento, regia di Dezső Ákos Hamza (1950)
- Zappatore, regia di Rate Furlan (1950)
- La paura fa 90, regia di Vittorio Metz e Giorgio Simonelli (1951)
- Auguri e figli maschi!, regia di Giorgio Simonelli (1951)
- Don Camillo, regia di Julien Duvivier (1952)
- Il mercante di Venezia (Le Marchand de Venise), regia di Pierre Billon (1953)
- La donna più bella del mondo, regia di Robert Z. Leonard (1955)
- La cambiale, regia di Camillo Mastrocinque (1959)
- A noi piace freddo...!, regia di Steno (1960)
- Professione bigamo, regia di Franz Antel (1969)
- Fermate il mondo... voglio scendere!, regia di Giancarlo Cobelli (1970)
- Un giorno, una vita, regia di Albino Principe (1970)
- Il compromesso... erotico (Menage a quattro), regia di Sergio Bergonzelli (1976)